# PSO J318.5338-22.8603
PSO J318.5338-22.8603 とは、地球から見てやぎ座の方向に80.2光年離れた位置にある惑星質量天体である。観測結果に基づけば、この天体は特定の恒星を公転しない自由浮遊惑星である可能性が最も高い。自由浮遊惑星ならば、2013年10月時点で最も地球に近い天体となる。

## 名称
PSO J318.5338-22.8603 は、発見に関わったデータを残したパンスターズでのカタログ名である。2MASS が観測した 2MASS J21140802−2251358 と、広域赤外線探査衛星が観測した WISE J211408.13−225137.3 が同一座標上にあるが、これらは同一の天体であると考えられる。カタログ名が長いので、しばしば PSO J318-22 と称される。このため、以下の説明では PSO J318-22 を名称として用いる。

## 発見
PSO J318-22 は、2013年にマイケル・リューらの研究チームによって発見された。彼らはパンスターズのデータを用いて褐色矮星を探索中に、通常の褐色矮星より赤い光の成分に富む天体を発見した。そのため、近赤外線領域を観測できるカナダ・フランス・ハワイ望遠鏡の望遠鏡で観測したところ、褐色矮星よりも HR 8799 や 2MASS J1207-39 の周辺を公転する年齢の若い木星型惑星に類似するデータが得られた。このためリューらは、PSO J318-22 は褐色矮星ではなく、特定の天体の周辺を公転しない自由浮遊惑星であると推定した。年周視差から地球から PSO J318-22 までの距離は80.2光年 (24.6 pc) であると推定されたが、これはデータの不確かさが大きく、褐色矮星の可能性が高い UGPS 0722-05 を除けば、2012年に発見された CFBDSIR J214947.2-040308.9 を抜いて、2013年10月時点最も地球に近い自由浮遊惑星である。

## 物理的性質
| 木星 | PSO J318-22(R=1.55RJ) |
| ---- | --------------------- |
| 木星 | Exoplanet             |

PSO J318-22 の物理的性質は、その推定年齢によって多少変わる。恐らく年齢は800万年から2000万年の間と推定されており、この場合、木星と比較して直径は1.50倍から1.55倍、質量は5.5倍から7.8倍と推定されている。表面温度は890℃ (1160K) とやや高温である。この熱源は、PSO J318-22 が自身の重力によってわずかながら収縮することによって生ずるケルビン・ヘルムホルツ機構による放熱であるか、PSO J318-22 が生成された初期にわずかに起こった重水素の核融合の余熱によるものと考えられている。一方で推定年齢を1000万年から1億年の範囲内におくと、特に質量は褐色矮星の下限である木星質量の13倍に近い値を持つ。
|              | 1200+800 −400 万年 | 1000万年 - 1億年 |
| ------------ | ------------------ | ---------------- |
| 半径 (RJ)    | 1.53+0.02 −0.03    | 1.40+0.06 −0.04  |
| 質量 (MJ)    | 6.5+1.3 −1.0       | 12 ± 3           |
| 表面温度 (K) | 1160+30 −40        | 1210+40 −50      |

PSO J318-22 のスペクトル分類は、観測された波長域によって多少異なる。分類される。Jバンドでは L7 から L10 、Hバンドでは L5 から L7 、H2OD バンドでは L5.1 から L6.9 に分類される。最終的な近赤外線でのスペクトル分類は L6 から L8 である。
| スペクトルタイプ | SpeX       | GNIRS      |
| ---------------- | ---------- | ---------- |
| Jバンド          | L8 ± 1     | L9 ± 1     |
| Hバンド          | L6 ± 1     | L6 ± 1     |
| H2OD バンド      | L6.0 ± 0.9 | L6.0 ± 0.8 |
| 近赤外線         | L7 ± 1     | L7 ± 1     |